# ستشويغهوس سور مودير
ستشويغهوس سور مودير (بالفرنسية: Schweighouse-sur-Moder)‏ هي بلدية تقع في إقليم الراين الأسفل من منطقة ألزاس في شمال شرق فرنسا. تبلغ مساحة هذه المدينة 9.91 (كم²)، وترتفع عن سطح البحر 158.5 م، يبلغ عدد سكانها 4635 نسمة حسب إحصاء المعهد الوطني للإحصاء والدراسات الاقتصادية سنة 2009 م. وترأس Marcel Schmitt البلدية خلال فترة (2008 - 2014).

## وصلات خارجية
- صفحة البلدية على موقع المعهد الوطني للإحصاء والدراسات الاقتصادية (بالفرنسية)